# صفرانة شوك الضب
صفرانة شوك الضب (الاسم العلمي:Xanthisma blephariphyllum) هي نوع من النباتات يتبع جنس الصفرانة من الفصيلة النجمية.